# 삶에 단비가 필요하다면
삶에 단비가 필요하다면은 대한민국의 책이다.

## 책소개

### 책에 대한 내용
책의 제목은 [삶에 단비가 필요하다면-인디언 기우제 이야기]로 우리가 익히 들어 알고 있는 인물들의 삶을 15가지 기제에 맞게 나누어 심리학적으로 분석한 책이다. 또한 이 책을 읽으며 15가지 기제들에 대해 자세히 알고 나면 그리 낯선 개념이 아니라 주위 사람들이나 나 자신에게서 흔히 나타나는 개념임을 깨달을 수 있다. 이 책의 가장 큰 장점은 이러한 기제들에 대한 자세한 예시와 기제들의 장단점, 이러한 행동을 나타내는 사람을 발견했을 때, 현명하게 대처하는 법, 혹은 내가 이러한 행동을 띄고 있을 때 부정적인 기제들은 성숙하게 진화시킬 수 있는 방법들을 자세히 서술한 책이다. 2012년 9월 5일에 초판 인쇄되고 같은 해 9월 10일에 박영books에서 초판 발행되었다. 대한출판문화협회 한국출판문화진흥재단에서 2012년도 올해의 청소년 도서로 선정되었다.

### 저자에 대한 내용
저자는 고려대학교 심리학과에서 임상심리학으로 박사 학위를 받았으며 삼성서울병원 정신과에서 임상심리레지던트로서 수련을 받았다. 세계 최초로 '감성지능(EQ)'의 개념을 이론화한 예일 대학교 심리학과의 피터 샐로베이 교수의 지도하에 박사 후 연구원으로 정서지능에 관한 연구를 수행하였다. 대학의 강단뿐만 아니라 중앙공무원교육원, 지방행정연수원, 서울특별시 교육연수원 그리고 주요 대기업의 다양한 심리학적인 교육 프로그램에서 강사로 활약하였다. 삼성서울병원과 멘탈휘트니스 연구소가 공동으로 추진한 <삼성-멘탈휘트니스 CEO 프로그램>의 연구 개발자이기도 하다. <삼성-멘탈휘트니스 CEO프로그램>은 그랜트 스터디를 통해 성공적인 삶을 산 것으로 공인받은 사람들과 우리나라의 CEO들을 비교해 볼 수 있는 기회를 제공해 주는 'First Class CEO'를 위한 심리학적인 프로그램이다.
현재 고려대학교 문과대학 멘토링상담센터 센터장이면서 고려대학교 문과대학 심리학과 교수로 재직 중이다.
주요 저서로는 [플로리시], [그림으로 이해하는 심리학], [멘탈 휘트니스 긍정심리 프로그램]등이 있다.

## 삶에 단비가 필요하다면

### 머리말(부제에 대한 이야기)
농업을 기본으로 삼고 사는 사람들에겐 물, 곧 비가 필요하다. 특히 수리시설이 부족했던 옛날일수록 비가 오지 않을 때 기우제는 많을 수밖에 없다. 그렇다면 사막에서도 기우제를 지내면 비가 오는지 의문이 생긴다. 인디언 기우제란 비가 부족한 사막 지대에서 생활하는 인디언들의 이야기이다. 이 인디언들이 사막에서 영토를 이탈하지 않고 계속 경작을 이어나가는 데에는 계속해서 기우제를 내리는 한 반드시 비가 온다는 믿음이 있기 때문이다. 이 책을 읽고 나면 책 내용 속의 인물들도 사막 속 인디언들과 다르지 않다는 것을 느끼게 될 것이다.

### 목차
1. 마음의 무인도에서 벗어나라
자아의 연금술사가 되는 길-신체화
2. 꿈속의 영웅이 아닌 현실의 친구를 찾아라
자아의 연금술사가 되는 길-공상
3. 전사는 인생의 화폭에 무슨 그림을 그리는가 
자아의 연금술사가 되는 길-행동화
4. 인생이란 치킨을 먹고 손가락을 쪽 빨 때의 느낌! 
자아의 연금술사가 되는 길-소극적 공격성
5. 꼭 한번은 성공의 꽃이 핀다 
자아의 연금술사가 되는 길-투사
6. 사랑처럼 미움도 시가 되어 빛날 때 
자아의 연금술사가 되는 길-전위
7. 조각난 삶을 치료하는 방법 
자아의 연금술사가 되는 길-해리
8. 도덕적인, 너무나도 도덕적인 
자아의 연금술사가 되는 길-반동형성
9. 복잡하게 산다는 것의 불행과 행복 
자아의 연금술사가 되는 길-이지화
10. 죽어야 다시 태어날 수 있다 
자아의 연금술사가 되는 길-억압
11. 눈물로 웃음을 빚어내는 삶의 예술 
자아의 연금술사가 되는 길-유머
12. 인내, 그것은 이미 승리이다 
자아의 연금술사가 되는 길-억제
13. 물속에서 숨 쉴 공기를 갈구하듯 간절하게 살라 
자아의 연금술사가 되는 길-예상
14. 나보다 더 아픈 가슴을 위하여 
자아의 연금술사가 되는 길-이타주의
15. 분노에서 화해의 합창으로 
자아의 연금술사가 되는 길-승화

### 15가지 기제들에 대한 소개
1.신체화: 신체화란 심리적인 갈등이 신체적인 고통으로 전환되어 나타나는 데, 이때 신체적인 고통을 무의식적으로 과장하고 집착하는 모습이다. 신체화를 나타내는 사람은 자기 자신도 모르게 무의식적으로 나타나기 때문에 꾀병을 부린다는 오해를 받으면 화를 낼 수 있다.
2.공상: 현실이 아닌 사물이나 이미지를 머릿속에서 그리는 것으로 비현실 적이다. 공상은 비현실적인 소망을 충족 시켜 주는 좋은 기능을 하기도 하지만 오히려 현실에 적응하지 못하고 관심을 갖지 못하는 단점을 가지고 있다.
3.행동화: 행동화는 감정적인 갈등이 행동으로 표출되는 것을 말한다. 행동화가 나타나는 사람은 전혀 다른 방향으로 갈등을 표현하며 내면의 갈등이 주는 고통으로부터 도피하려 한다. 따라서 행동화를 하는 사람은 겉으로 봐서는 심리적인 갈등이 무엇인지 전혀 알 수 없다.
4.소극적-공격성: 내면의 분노감을 직접적으로 표현해내지 못하고 간접적 또는 우회적인 방법으로 표현 하는 것을 말한다. 때로는 이런 소극적-공격성이 자기 자신을 향해 표출되기도 한다. 그러나 소극적-공격성은 주위 사람들을 더욱 화나게 할 수 있지만, 직접적인 방식이 아니기에 최소한의 사회적인 관계는 유지시켜 준다.
5.투사: 자기 자신의 내면의 문제를 타인이나 다른 외부의 탓으로 돌리는 것이다. 투사는 주로 자신이 관심을 가지고 있던 대상에게 관심, 즉 인정받지 못할 때 발생하며, 자신이 관심을 가지고 있었다는 사실을 숨기고자 하는 이유로 투사가 나타나게 된다. 투사가 심해지면 타인을 믿지 못하는데, 특히 자신을 믿고 도와주는 사람들도 믿지 못하는 문제가 있다.
6.전위: 전위는 정서적인 충동이나 욕망을 관련되지 않은 대상으로 옮겨 주는 역할을 한다. 전위는 화풀이, 취미와 비슷해 보이지만 둘을 포함하는 개념이다. 게임에서 지고 옆에 있던 책상을 치는 행위나 어색한 사람과 있을 때만 갑자기 머리를 만지는 등의 행위 둘 다 전위라고 할 수 있다.
7.해리: 고통스러운 감정을 견디기 위해 의식 속의 사고와 감정을 바꾸고 다른 어떤 것에 의존하는 것을 말한다. 흔히 들어본 해리성 기억상실의 해리이다. 약물 등에 의존하면 그 기간 동안은 신체적, 정신적인 고통에서 벗어날 수 있지만 결과적으로는 더 큰 고통에 시달리게 된다.
8.반동형성: 자기 내부의 욕구를 수용하기 힘든 상황에 처했을 때, 그 욕구를 억제하기 위해 오히려 정반대되는 행동을 하는 것을 말한다. 이는 욕구를 억제하기 위해 효과적으로 보일 수 있지만, 너무 극단적이기 때문에 경직되어 보이게 된다.
9.이지화: 심리적인 욕구가 있을 때, 머릿속에서 감정은 사라지도록 하는 것을 말한다. 이지화를 나타내는 사람은 감정적인 동요를 보이지 않고 초연해 보일 수 있다. 하지만 비논리적인 의식으로 다른 사람들의 공감을 이끌어 내지 못해 사회적으로 고립되어 살아가는 경향이 있다.
10.억압: 방어와 비슷한 의미로 고통스러운 기억을 강제로 지우는 것을 말한다. 그러나 무의식 속의 기억까지 지울 수는 없기 때문에 종종 불편한 감정은 느끼지만 그게 어떤 기억인지 의식해내지 못한다. 그러나 시간이 흐르면 다시 기억이 돌아오게 된다.
11.유머: 유머는 성숙한 기제로 어린 시절부터 혹독한 시련을 겪으며 자란 사람들이 주로 사용하는 경향이 있다. 흔히 내면에 상처가 많은 사람일수록 웃음이 많다는 말과 비슷하다. 이러한 사람들은 유머를 적절히 사용하며 지혜롭게 시련을 견뎌냈다고 할 수 있다.
12.억제: 회피하고 묻어두려는 억압과는 달리 심리적인 갈등을 합리적으로 해결하기 위해 노력하는 것을 말한다. 억제를 사용하는 사람은 갈등을 완전히 없애려고 하기보다는 적절한 수준에서 타협하려고 한다. 피할 수 없다면 즐겨라라는 속담이 억제와 비슷한 개념이다.
13.예상: 실제로 사건이 발생하기 전에 미리 대비하도록 도와주어 미래에 대한 불안 등의 부정적인 감정을 줄일 수 있도록 하는 것이다. 미래에 대비하지 않고 있다가 문제 상황에 직면하게 되면 자신의 능력보다 떨어지는 대처를 하게 되어 부정적인 감정을 가지게 되는데, 예상을 통해 미리 대비하면 이러한 상황을 현명하게 대처할 수 있게 되는 것이다.
14.이타주의: 이타주의는 자신이 원하는 것이나 꼭 필요한 것을 타인에게 주는 선행 방식이다. 하지만 단순히 남을 돕는 것과는 조금 다르다. 남을 돕는 것은 나에게 꼭 필요한 것을 주는 것일 수도 있고, 나에게 굳이 필요없는 것을 주는 것일 수도 있다. 그러나 이타주의는 나에게 꼭 필요한 것을 주며 특별한 의미를 느끼는 것을 말한다.
15.승화: 승화는 내부의 욕구를 해결하면서 사회적으로 문제를 일으키지 않는 방식으로 표현하는 것을 의미한다. 외면으로는 내부의 욕구와 아무 관련성 없어 보일 수 있지만, 그 상징적인 의미에 초점을 맞추어서 바라보면 승화를 통해 효과적으로 내부의 욕구를 해결했다는 것을 알 수 있다.

### 기제들에 대한 예시
위의 기제들에 대한 소개를 보아도 낯설다는 느낌을 받을 수 있는 사람들을 위해 동일한 상황 속에서 기제들이 어떤 방식으로 표현되는지 알아보겠다.
문제상황: 대학교 선배와 사이가 좋지 않을 때
1. 신체화: 신체적인 질병으로 인한 고통을 지나치게 호소한다.
2. 공상: 선배에게 괴롭힘을 당하고 있을 때, 누군가 나타나서 도와주는 상상을 한다.
3. 행동화: 선배와의 감정이 행동으로 표출되어 머리를 밀거나 선배에게 시비를 건다.
4. 소극적-공격성: 선배가 생각날 때마다 자기 자신을 괴롭히거나, 선배가 알지 못하게 험담을 하고 다닌다.
5. 투사: 선배가 괜히 자신을 싫어한다고 생각하며, 선배를 미워한다.
6. 전위: 학교에 올 때마다 특별한 이유 없이 볼펜을 모은다.
7. 해리: 매일 술을 과도하게 마시거나 하루 종일 잠을 잔다.
8. 반동형성: 선배에게 과도하게 예의바르게 행동한다.
9. 이지화: 선배에 대한 싫어하는 감정을 지우고 겉에서 볼 때, 선배에 대한 감정이 없는 사람처럼 보이도록 한다.
10. 억압: 선배와 있을 때 불편함을 느끼지만, 왜 그런지 모르게 되었다.
11. 유머: 선배에게 장난스러운 말을 걸며 웃고 즐긴다.
12. 억제: 선배를 최대한 싫어하지 않기 위해 노력한다.
13. 예상: 선배와 다툼이 생길 때를 대비하기 위해 대처방법들을 생각해놓는다.
14. 이타주의: 선배와 사이가 좋지 않은 다른 사람들에게 도움을 준다.
15. 승화: 대학교 동아리활동을 열심히 하며 예술적인 창작물들을 만들어 낸다.

## 참고 문헌
고영건 (2012). 《삶에 단비가 필요하다면》.